# Hans-Georg Münzberg
Hans-Georg Münzberg (* 21. August 1916 in Tetschen; † 7. November 2000 in München) war ein deutscher Ingenieur, der sich auf die Entwicklung von Flugturbinen spezialisierte. Er war in Frankreich an der Entwicklung des Strahltriebwerks SNECMA Atar beteiligt und lehrte als Professor für Flugantriebe an den Technischen Hochschulen TU Berlin und Technische Universität München.

## Leben
Münzberg wurde im böhmischen Tetschen als Sohn des Fabrikanten und Industriellen Rudolf Münzberg geboren. Sein Großvater mütterlicherseits war Emilian Fibich, der Senatspräsident des Obersten Gerichtshofs in Wien, sein Großonkel der Komponist Zdeněk Fibich. Er besuchte das Realgymnasium in Tetschen. Ab 1934 studierte er Maschinenbau an der Deutschen Technischen Hochschule Prag. 1939 erwarb er das Diplom als Ingenieur. Er arbeitete ab 1939 bei den BMW-Flugmotorenwerken in Berlin-Spandau, wo er sich auf Fluggasturbinen spezialisierte. Im Rahmen seiner Forschungen schrieb er bis zum Ende 1940 eine Arbeit Das Gleichdruck-Gasturbinen-Triebwerk als Antriebsaggregat für Hochgeschwindigkeitsflugzeuge, als Entwurf für seine Dissertation. Da die Arbeit vom Reichsluftfahrtministerium als Geheime Kommandosache eingestuft wurde, konnte er sie nicht in Prag vorlegen. Er fand einen Doktorvater in Berlin in Heinrich Triebnigg, der den Lehrstuhl für Luftfahrttriebwerke an der Technischen Hochschule Berlin seit dessen Gründung 1936 leitete. Münzberg legte dort 1942 die mündliche Prüfung ab und wurde zum Dr.-Ing. promoviert.
Er wurde 1943 bei den BMW-Flugmotoren in Berlin als Berechnungsingenieur Leiter der Abteilung Thermodynamik und Projekte. Nach dem Zweiten Weltkrieg wurde er von den Besatzungsmächten zur Entwicklung des Triebwerks BMW 003 befragt und veranlasst, einen Bericht für das Research Department der amerikanischen Army zu verfassen. Er arbeitete in einer Gruppe mit französischen Wissenschaftlern, darunter Hermann Oestrich, im sogenannten Atelier Technique Aéronautique Rickenbach (ATAR) in Lindau-Rickenbach, die das Triebwerk SNECMA Atar entwickelte. Die Gruppe (Soc. Nationale d’Etude et de Construction de Moteurs d’Aviation Paris) zog nach Frankreich. Münzberg war ab 1946 dort Abteilungsleiter, Hauptabteilungsleiter und Entwicklungsleiter. 1957 wurde Münzberg als Institutsleiter und Professor an die TU Berlin auf den Lehrstuhl für Luftfahrtriebwerke berufen. Sie war die erste Hochschule, die nach der Aufhebung des Verbots der Betätigung auf dem Luftfahrtsektor 1953 wieder Forschung und Lehre auf diesem Gebiet betrieb. Münzberg setzte parallel zur Lehrtätigkeit in Berlin seine Arbeit in Frankreich fort, wo er 1963 Direktor für Forschung und Entwicklung der Snecma wurde.
Ab 1964 lehrte Münzberg als Professor und Institutsdirektor an der TH München und gründete dort den Lehrstuhl für Flugantriebe. Für diese Aufgabe gab er seine Arbeit in Frankreich und Berlin auf. Er schrieb grundlegende Lehrbücher über seine Forschungsthemen. 1982 wurde er emeritiert.
Münzberg wurde 1965 Ehrenbürger von Tennessee (USA) und 1981 als Mitglied der Sudetendeutschen Akademie der Wissenschaften und Künste in München gewählt. Er wurde 1986 mit der Médaille de l’Aéronautique von Frankreich geehrt. Er war katholisch, verheiratet mit Margot Münzeberg, geborene Lang, und starb am 7. November 2000 in München.

## Publikationen (Auswahl)
- Flugantriebe. Grundlagen, Systematik und Technik der Luft- und Raumfahrtantriebe. Springer Verlag, 1972.
- mit J. Kurzke: Optimierung und Betriebsverhalten von Gasturbinen. 1976.
- Gasturbinen. Betriebsverhalten und Optimierung. Springer Verlag, 1977.